# 新河谷计划
新河谷计划（英語：New Valley Project），又名托西卡计划（阿拉伯語：مفيض توشكا），是埃及政府于1997年实施的一项引水工程。这是一个雄心勃勃的项目，旨在帮助埃及应对其迅速增长的人口。主要是挖掘一条运河，这条运河将把水从纳塞尔水库引到埃及西部的撒哈拉沙漠，直到新河谷省的省会哈里杰。这个计划将在2020年完成，预计增加埃及10%的耕地，但这个似乎很难完成。根本问题在于西部沙漠的高盐度和在该地区的地下蓄水层是灌溉项目的障碍，引入的水容易被沙子吸收。目前仅在2012年完成了先期工程——谢赫·塞义德运河。近年来由于埃及局势动荡，使得该计划终止了。